# Вернер фон Браун
Вернер Магнус Максимилијан фрајхер фон Браун (Вирсиц, 23. март 1912 — Александрија, 16. јун 1977) био је немачко-амерички ракетни инжењер и конструктор ракете V-2, којом је у Другом светском рату бомбардовано Уједињено Краљевство. Био је члан Нацистичке партије и официр СС са рангом штурмбанфирер.
Током двадесетих и тридесетих година, фон Браун је постао централна личност немачког ракетног програма, одговоран за пројектовање и реализацију ракета за бомбардовање у Другом светском рату.
После рата одведен је у САД (у оквиру операције Спајалица). Руководио је производњом ракета Редстоун и Јупитер C, којим је 1958. лансиран први амерички вештачки сателит Експлорер 1.

## Детињство
Вернер је био друго од троје деце немачког барона Магнуса фон Брауна који је био од 1932—1933. министар за исхрану и пољопривреду у Вајмарској републици и Еме фон Куистоп. Већ у раној младости одушевљавао се мислима о путовањима у свемиру и откривању нових светова. То га је довело до читања научне фантастике. Касније је почео да га интересује проблем са научне стране и упознао се са радовима Хермана Оберта који је 1923. написао студију о ракети у свемиру Die Rakete zu den Planetenräumen. Захваљујући свом познавању математике није имао проблеме да разуме принципе ракета носача.
Већ као младић се укључује у немачко ракетно друштво, у годинама 1929—1930. Овај корак му је омогућио да добије финансијску подршку за градњу већих ракета. Године 1930. почео је са студијем на Берлинском универзитету, а после две године је завршио први степен студија. Ступио је у немачку армију 1932. где је предложио мисао балистичке ракете коју је после и пројектовао. И ако је био јако заузет докторирао је 27. јула 1934. у струци космичког инжињерства. Његов рад на универзитету је из војничких разлога био проглашен за строго тајним.

## У служби Трећег рајха
Вернер фон Браун је био водећи представник групе познате као „ракетни тим“ која је стајала иза развоја балистичке ракете V-2 и која је била развијена за Нацистичку Немачку. У тридесетим годинама је ступио у Нацистичку партију и у СС. У оквиру свога рада за армију радио је у војном центру Кумерсдорф у Берлину, које је полако престајало да одговара захтевима који су стављани пред овај центар.
Већ 1937. Немци су лансирали ракету А3 која је дошла до висине од 1.000 m
 и која је дала наде за конструкцију ракете V-2.
У односу на то да је немачки генералштаб био фасциниран војничким потенцијалом који је V-2 нудила и инвестирала у ово знатна средства била је 1937. изграђена ракетна база Пенеминде на обали Балтичког мора што је место које је у тајности било предложено од стране мајке фон Брауна. Ту се радило истраживање и монтажа. Ту је постао технички директор постројења за развој оружја, главном центру за наоружање нацистичке Немачке, које је било забрањено Версајским уговором.

## V-2
Ракете V-2 су се производиле у подземној фабрици „Мителверк“ у Нордхаузену и то под принудним радом затвореника- из концентрационих логора „Мителбау-Дора. Улога фон Брауна у овим контроверзним радовима са затвореницима из логора овог предузећа данас није објашњена и предмет је спорова. И искључено је да за ово он није знао иако није морао бити активно укључен у овај рад.
У допису од 15. септембра 1944. адресираном на Албина Савацкома већ је имао надзор на монтажу V-2 и признаје да је лично бирао раднике из логора Бухенвалда
Фон Браунова ракета V-2 могла је да долети до удаљености од 300 km. И да носи тону корисног терета. Кретала се брзином од 5632 km/h и тако није било у могућности да буде оборена тадашњим авионима. Први пут је узлетела у септембру 1942. а употребљена је септембра 1944. На европске циљеве је испаљено преко 1.000 ракета претежно са територије Француске.
После долета прве ракете фон Браун је рекао да је „ракета функционисала перфектно али је пала на погрешну планету“. Истина је да је био затворен од стране Гестапоа 1944. и окривљен због своје незадовољности са војничким звањем и само му је помогло што се Алберт Шпер за њега заложио и тако му спасио живот.
Ракета је била у употреби у малом броју да би могла да утиче на исход Другог светског рата. То је знао и фон Браун и тако је почео да од 1945. ради на планирању искориштавања ракета у послератном свету.

## Крај рата и одлазак у САД
Пошто је V-2 било оружје које нису имали савезници ово је био предмет њихових интереса. После рата САД и СССР су као ратну добит запленили пројекте V-2 као и ракетне тимове са којима није опхођено као са затвореницима већ им је омогућено да и даље раде на овим програмима и на пројектима јачих и бољих ракета у тајности.
Још пре наступа савезника фон Браун је са пет стотина својих сарадника одлучио да се преда Американцима заједно са плановима и тестираним прототиповима ракета. Није се за Американце одлучио случајно већ је сматрао да они једини имају довољно средстава за ракетно истраживање. У САД је одвожено 100 ракета са плановима пре тим него су овамо дошли Совјети који су такође добили део тима фон Брауна.
Дана 20. јуна 1945. био је одобрен одлазак фон Брауна у САД. Овај одлазак је био као војна операција назван Спајалица. Скупа са њим је транспортован и његов тим. Фон Браун је 14 година радио за армију САД и најпре је радио на балистичким пројектилима средњег домета у Алабами. На основу ових радова била је произведена ракета Јумбо I која је изнела први амерички сателит Експлорер I.

## НАСА
Дана 2. јуна 1960, фон Браун је добио своје треће дете, сина Петар Константина. Исте године постављен је за директора Свемирског летачког центра Џорџ Ц. Маршал у Алабами, и на том положају је остао до 1970.
После 1960. године када се оснива НАСА прешао је његов тим под ову управу и ту је радио на ракети Сатурн V која је Американцима помогла да освоје месец са програмом Аполо и на коме је након ултиматума председника Кенедија да се освоји месец пре СССР радило 400.000 експерата. Након успеха Совјетског Савеза и Гагарина који је облетео земљу и неуспеху САД и Шепардовом само суборбиталном лету после 3 недеље да би достигао СССР председник Кенеди је најавио освајање Месеца до краја деценије као циљ САД). Циљ је остварен пре рока као остварење сна Вернера фон Брауна.
Овај научник је у САД постао истакнути научник и 1955. године му је уручено америчко држављанство. У 1970. је био замољен од стране НАСА агентуре да се пресели у Вашингтон где ради на градњи ракета које су биле у програму освајања Марса, као и на програму поједностављивања спејс-шатла који је био тада у повојима. Фон Браун је ту радио само две године на пословима директора конструкторског тима.

## Рад у приватној корпорацији
Одлучио је да ради у приватном послу у корпорацији Fairchild Industries of Germantown у Мериленду где је радио од 1972—1976. као потпредседник корпорације која се бавила пројектовањем разних врста летелица и телекомуникационих сателита. Пензионисао се 1976.
Након две године после прве операције од рака откривен му је рак дебелог црева и од новембра 1976. више није смео да напусти болницу. Вернер фон Браун је умро од своје болести у Александрији у Вирџинији 16. јуна 1977. године у доби од 65. година.

## Приватни живот
Са својом сестричином Маријом фон Куисторп, са којом се оженио имао је троје деце Ирис, Маргарит и Петера.